# Colette Brogniart
Pour les articles homonymes, voir Brogniart.
Colette Brogniart, née le 22 avril 1950 à Paris 20e, est une autrice française.
Ses écrits couvrent tous les champs littéraires : romans, nouvelles, poèmes, livres d’artistes en collaboration avec des plasticiens, essais sur l'œuvre de Léo Ferré. Ses travaux sont prolongés par des conférences et des émissions de radio. Depuis 2016, elle anime un blogue littéraire.

## Formation
Après des études techniques, elle travaille dès l’âge de vingt ans comme maîtresse auxiliaire dans l’éducation nationale. Elle mène des études littéraires à l'Université Sorbonne-Nouvelle (Paris 3), options théâtre et cinéma. Elle obtient une licence de Lettres modernes. Major au CAPET, elle est nommée professeur dans l’Enseignement technique, section techniciens supérieurs.
Après sa licence, elle réalise, en 1972, une maîtrise sur l’œuvre de Léo Ferré. C'est la première étude universitaire sur ce poète ; elle l'a choisi « pour sa révolte et son style qui mêle tous les registres du langage. ». Ces deux aspects l’aident à faire le lien entre ses origines modestes et son présent.
Mouvement, espace, temps interroge autant les poèmes-chansons que la prose : roman et textes. Après la soutenance, elle le rencontre à l’Olympia et lui remet son travail. Quelques mois plus tard, elle projette de réaliser une thèse. Léo Ferré lui propose d’assister à l’enregistrement de son nouveau disque : L’Espoir (1973). Elle est présente lors de l'intervention improvisée du violoniste Ivry Gitlis. Léo Ferré l'invite à suivre répétitions et concerts à l’Opéra comique de Paris (1974).
Elle écrit des poèmes et quelques nouvelles, que le poète apprécie :  « Tu écris comme une alouette pleine de tête et de sourire ». Une amitié se noue entre eux. Elle le suit lors de tournées en Europe et au Maghreb, parfois comme technicienne des lumières. Pendant dix ans, elle ira souvent dans sa résidence en Toscane. À sa demande, elle rédige un texte pour le coffret Léo Ferré chante les poètes Apollinaire, Aragon, Baudelaire, Rimbaud, Verlaine.
Sa maîtrise et ce texte sont rassemblés et publiés sous le titre Vienne le temps.... François André le commente : « Cette approche choisit l'étude thématique pour cerner au mieux les mouvements de la création. Et si thématiser c'est isoler et dissocier, c'est aussi inviter au rapprochement et à la fusion. ». 
À partir de 2010, Colette Brogniart fait de nombreuses conférences à travers la France, parfois dans les lieux où le poète-musicien a chanté. En 2013, pour commémorer les 20 ans de sa disparition, elle présente L'amour révolté à l'Alcazar de Marseille et au Théâtre du Chêne noir d'Avignon. La même année, elle écrit Léo Ferré, poète de la chanson  pour le Musée des lettres et manuscrits de Paris.
Ses premiers manuscrits de romans retiennent l’attention de Paul Guimard qui projette de créer une maison d’édition avec des amis, ainsi que de Jean-Jacques Pauvert, dont les éditions subissent alors une refonte, et de Christian Bourgois qui l'encourage et l'oriente vers de jeunes éditeurs. Ses livres sont publiés chez Textimus, Arbouge et La mémoire et la mer.
Depuis 2000, des lectures et des performances sont réalisées  en divers lieux : Maison de la culture de Cahors, Musée de Cuzal, Abbaye de Marcilhac-sur-Célé, Vieux Collège de Montauban, La guinguette du monde d'Ivry sur Seine, La Chapelle de Fitou, Médiathèques de Biarritz, Gourdon, Lauzès, Labastide-Murat, Saint-Antonin noble val, Salon du livre et de l'image d'Arcambal, Lectures sur mesures...

## Ouvrages

### Romans
- La Faille (1998)  Arbouge Éditions[7]
- Au lieu-dit  (2000)  Arbouge Éditions[8]
- L’Autre Côté (2002)  Arbouge Éditions[9]
- Le livre à l’envers  (2005) Arbouge Éditions[10]
- Pas de Deux  (2012) Arbouge Éditions[11]
- La déshistoire  (2016)  Arbouge Éditions [12]
- La solitude des mots (2019) Arbouge Éditions[13]
- Le désordre des choses (2022) Éditions Maïa [14]

- 2 dés & l'éternité (2024) Sinope Éditions [15]

### Nouvelles
- Ombres, Silhouettes et Parenthèses (1991) TexTIMus
- Aléas (2003) Arbouge Éditions
- Ricochets (2008)  Arbouge Éditions[16]
- Kaléidoscope (2018) - Arbouge Éditions[17]

### Essais
- Vienne le temps... (2010) [3]
- Compositions - Textes sur 16 tableaux de Roseline Chartrain (1996) -  Traduit en Anglais et en Allemand

### Blog littéraire
- À suivre... (2019)  Textes/photos - Arbouge Éditions
- Enfin !! (2022)  Textes/photos - Arbouge Éditions

### Poésie & livres d'artiste
- Ydice et Phéor La légende de Pech-Merle (2000) - 6 Monotypes de Roseline  Chartrain - Arbouge Éditions
- Si... (2005) -  Ouvrage imprimé en sérigraphie sur Velin d'Arches à 125 exemplaires numérotés Éditions Del Arco - Paris
- Livre au noir - 14 encres de Jean-Luc Nieto - Poème Colette Brogniart  (2012) Arbouge Éditions
- Les Saisons - 4 sérigraphies d'Hélène Périer - Poème Colette Brogniart - Œuvres présentées depuis 2009 sur le dernier totem du parcours Art et Patrimoine : « Chemain » faisant - Cabrerets (46)

### Autres articles ou événements en lien avec Léo Ferré
- Léo Ferré l'enragé - Le Monde Hors série - Photo Patrick Ullmann - Léo Ferré, Colette Brogniart... à Montreux en 1975  [18]
- Il est six heures ici…  37 Photos sur Léo Ferré à Castellina in Chianti de Marc Tourland - Préface Ivry Gitlis – Postface Colette Brogniart  [19]
- Les coulisses,  n° 18 p. 20 à 23 Les copains d'la neuille - Témoignage concert du 25 juin 1976  n° 28 p 11
- Léo Ferré Les illustres 2020
- Léo Ferré, déjà 30 ans et toujours présent - Entretien[20]

Conférences animées : chanteurs, musiciens dont Arnaud Méthivier, compositeur et créateur d’événements.
Réalisation et animation d'émissions de radio à Antenne d’Oc Cahors de juin 2017 à décembre 2017 en liaison avec le Festival Léo Ferré